# Torneo de Charleston 2014
El Family Circle Cup 2014 fue un evento de tenis WTA Premier en la rama femenina. Se disputó en Charleston (Estados Unidos), en el complejo Daniel Island y en canchas de tierra batida, siendo el único torneo en el año en el que dicha tierra batida es de color verde, haciendo parte de un conjunto de eventos que hacen de antesala a la gira europea que desemboca en Roland Garros, entre el 31 de marzo y el 6 de abril del 2014 en los cuadros principales femeninos, pero la etapa de clasificación se disputó desde el 30 de marzo.

## Cabezas de serie

### Individuales femeninos
| Tenista                   | Ranking | Preclasificada |
| Serena Williams           | 1       | 1              |
| Jelena Janković           | 6       | 2              |
| Sara Errani               | 10      | 3              |
| Sabine Lisicki            | 15      | 4              |
| Sloane Stephens           | 16      | 5              |
| Eugenie Bouchard          | 20      | 6              |
| Samantha Stosur           | 21      | 7              |
| Anastasiya Pavliuchenkova | 21      | 8              |
| Alizé Cornet              | 22      | 9              |
| Sorana Cîrstea            | 26      | 10             |
| Lucie Šafářová            | 27      | 11             |
| Maria Kirilenko           | 29      | 12             |
| Svetlana Kuznetsova       | 30      | 13             |
| Venus Williams            | 31      | 14             |
| Daniela Hantuchová        | 33      | 15             |
| Yelena Vesnina            | 35      | 16             |

### Dobles femeninos
| Tenista                          | Ranking | Preclasificada |
| Hsieh Su-wei Peng Shuai          | 3       | 1              |
| Květa Peschke Lucie Šafářová     | 24      | 2              |
| Raquel Kops-Jones Abigail Spears | 36      | 3              |
| Julia Görges Anna-Lena Grönefeld | 41      | 4              |

## Campeonas

### Individuales femeninos
Andrea Petković venció a  Jana Čepelová por 7-5, 6-2.

### Dobles femenino
Anabel Medina Garrigues /  Yaroslava Shvédova vencieron a  Chan Hao-ching /  Chan Yung-jan por 7-6(4), 6-2.